# White Liar
White Liar è il secondo singolo della cantante country statunitense Miranda Lambert dall'album Revolution. Lanciato il 17 agosto 2009, è arrivato sino alla posizione numero 38 nella classifica statunitense, ed è stato il primo della cantante ad entrare nella classifica canadese. Per aver venduto più di 500 000 copie negli Stati Uniti, la canzone è stata certificata disco d'oro dalla RIAA.

## Classifiche
| Classifica                       | Posizione massima |
| -------------------------------- | ----------------- |
| Canadian Hot 100                 | 67                |
| Canadian Top Country Songs       | 2                 |
| U.S. Billboard Hot 100           | 38                |
| U.S. Billboard Hot Country Songs | 2                 |